# 粗大运动功能分类系统
粗大运动功能分类系统（GMFCS）是一个 5 级临床分类系统，根据自发运动能力描述脑瘫患者的粗大运动功能。创建和维护 GMFCS 量表的特别重点在于评估坐姿、行走和轮式移动能力。级别之间的区别基于功能能力；需要助行器、拐杖、轮椅或手杖/手杖；在较小程度上，运动的实际质量。

## GMFCS I 级
• 可以在室内和室外行走以及爬楼梯，无需用手支撑
• 可以进行跑步和跳跃等日常活动
• 速度、平衡和协调能力下降

## GMFCS II 级
• 可以爬有栏杆的楼梯
• 在不平坦的表面、斜坡或人群中遇到困难
• 奔跑或跳跃的能力极低

## GMFCS III 级
• 使用辅助移动设备在室内和室外的水平面上行走
• 可能能够使用栏杆爬楼梯
• 可能会推动手动轮椅，并且在长距离或不平坦的表面上需要帮助

## GMFCS IV 级
• 即使使用辅助设备，行走能力也受到严重限制
• 大部分时间使用轮椅，并可能推动自己的电动轮椅
• 站立转移，无论是否有帮助

## GMFCS V 级
• 存在限制自主控制运动的身体缺陷
• 能够在重力作用下保持头部和颈部位置的能力受到限制
• 所有部位的运动功能均受损
• 即使使用适应性设备，也无法独立坐或站立
• 无法独立行走，但可能能够使用机动性

## 应用
粗大运动功能分类系统已用于根据每个频带中的儿童数量来描述研究样本。因此，粗大运动功能分类系统更像是一种分类工具或自变量，而不是一种结果度量。例如，GMFCS水平较高（即（III、IV、V）的脑瘫儿童发生髋关节半脱位/脱位的风险高于GMFCS水平较低（即（I、II））的儿童。